# Elaphropus conjugens
Elaphropus conjugens är en skalbaggsart som beskrevs av Notman. Elaphropus conjugens ingår i släktet Elaphropus och familjen jordlöpare. Inga underarter finns listade i Catalogue of Life.